# Ōkura Kihachirō
Pour les articles homonymes, voir Okura (homonymie).
Ōkura Kihachirō est un nom japonais traditionnel ; le nom de famille (ou le nom d'école), Ōkura, précède donc le prénom (ou le nom d'artiste).
Le baron Ōkura Kihachirō (大倉 喜八郎), né le 23 octobre 1837 dans la province d'Echigo au Japon et décédé à l'âge de 90 ans le 5 avril 1928, est un entrepreneur japonais fondateur du zaibatsu Okura et de l'école Ōkura Shōgyō Gakkō qui deviendra en 1949 l'université Keizai de Tokyo.

## Biographie
À la différence de la plupart des autres zaibatsu, celui d'Ōkura est fondé par quelqu'un issu de la classe paysanne. Ōkura Kihachirō quitte l'actuelle préfecture de Niigata pour s'installer à Edo où il travaille trois ans avant d'ouvrir sa propre épicerie en 1857. Après avoir tenu ce commerce pendant huit ans, il devient marchand d'armes durant les années troubles entre l'arrivée des navires noirs et le renversement du shogunat Tokugawa en 1867. Il est l'un des principaux investisseurs de l'hôtel impérial de Tokyo achevé en 1890.
Son fils, Kishichirō Ōkura, est l'une des personnes ayant permis l'introduction de l'automobile au Japon.
Kihachiro, après avoir fait fortune, s'installe à Toranomon et devient un collectionneur d'antiquités orientales. Par crainte de voir de précieuses œuvres d'art japonaises emmenées à l'étranger, il fait construire en 1917 le premier musée privé du Japon, l'Ōkura Shukokan (musée d'art d'Okura), auquel il offre de nombreux éléments de sa collection. L'immeuble de quatre étages se tient sur une propriété de 10 000 m² mais est endommagé par le grand séisme de Kantō de 1923. L'Ōkura Shukokan, qui se trouve aujourd'hui près d'un hôtel Okura, est reconstruit en 1928, basé sur une conception d'Itō Chūta qui dessina le Tsukiji Hongan-ji et sera désigné site culturel du Japon. Le musée expose plus de 2 000 peintures et sculptures orientales dont plusieurs trésors nationaux comme une statue en boie de Samantabhadra et 35 000 volumes de littérature chinoise.